# Riverview (Karolina Południowa)
Riverview – jednostka osadnicza w Stanach Zjednoczonych, w stanie Karolina Południowa, w hrabstwie York.